# Zawada (powiat mrągowski)
Zawada (niem. Sawadden, od 1938 Balz) – osada w Polsce położona w województwie warmińsko-mazurskim, w powiecie mrągowskim, w gminie Mrągowo. W latach 1975–1998 miejscowość administracyjnie należała do województwa olsztyńskiego.

## Historia
Wieś powstała na początku XV w. Pierwotne była to wieś służebna wolnych (wieś ziemiańska), którzy zobowiązani byli do służby konnej w zbroi. W 1544 r. dołączono do wisi kolejnych, zakupionych (od starosty z Szestna) 15 [[włóka (miara powierzchni}|włók]] niezagospodarowanego obszaru w dąbrowie nad jeziorem Balc”. Otrzymali je od księcia Albrechta na prawie chełmińskim, z obowiązkiem świadczenia jednej służby zbrojnej od nabytych 15 włók. Około 1651 r. we wsi było 9 gospodarzy. W 1785 r. w Zawadach było 10 domów. W 1823 r. była to wieś chełmińską (wieś czynszowa na prawie chełmińskim) z 84 mieszkańcami. W 1849 r. miała 13 chałup i 97 mieszkańców, w 1870 r. – 86 mieszkańców. 
W 1928 r. we wsi mieszkały 123 osoby. W okresie międzywojennym założono we wsi spółkę melioracyjną, która uruchomiła oryginalną przepompowaną o napędzie wiatracznym. W 1938 r., ówczesne władze niemieckie, w ramach akcji germanizacyjnej, zmieniły urzędową nazwę wsi z Sawadden na Balz. w 1939 r. Zawady miały 95 mieszkańców i 19 gospodarstw domowych, w tym 8 gospodarstw rolniczych, z których jedno mieściło się w grupie 10-20 ha, 5 w grupie 20-100 ha i jedno liczyło ponad 100 ha. Do 1945 r. była to samodzielna gmina wiejska. 
Po 1945 r. w Zawadach utworzono PGR. W 1973 r. osada Zawada należała do sołectwa Śniodowo.